# The Returned (2015)
The Returned ist eine US-amerikanische Fernsehserie des Senders A&E über verstorbene Menschen, die zurückkehren ohne zu wissen, dass sie gestorben sind (sogenannte „Wiedergänger“). Die Serie wurde im Jahr 2014 von dem US-amerikanischen Kabelsender beauftragt. Sie ist eine Neuverfilmung der gleichnamigen französischen Serie und wurde von Carlton Cuse für den amerikanischen Markt neu adaptiert. In den Vereinigten Staaten wurde sie seit dem 9. März 2015 auf A&E und in Deutschland seit dem 10. März 2015 bei Netflix ausgestrahlt.

## Handlung
In der amerikanischen Kleinstadt Caldwell geschehen merkwürdige Dinge. Vor Jahren verstorbene Menschen tauchen plötzlich wieder bei ihren Familien und Angehörigen auf und haben keinerlei Erinnerung daran, was geschehen ist und wie viel Zeit inzwischen vergangen ist. Die junge Camille ist vor vier Jahren bei einem Busunglück während eines Schulausflugs verstorben und kehrt zu ihrem damaligen Wohnhaus zurück. Als ihre Mutter abends allein im Haus ist und ein Geräusch aus der Küche hört, geht sie nach unten und entdeckt geschockt ihre verstorbene Tochter, die sich gerade etwas zu essen machen möchte. Da Camille seit dem Unfall eine Amnesie hat, verhält sie sich vor ihrer Mutter so, als ob nichts geschehen ist. Auch ihre Mutter lässt sich zunächst nichts anmerken. Währenddessen kehren noch andere ehemalige Bewohner der  Kleinstadt aus dem Jenseits zurück.

## Besetzung
| Rollenname           | Schauspieler/in         | Hauptrolle | Nebenrolle           | Synchronsprecher/in      |
| -------------------- | ----------------------- | ---------- | -------------------- | ------------------------ |
| Camille Winship      | India Ennenga           | 1.01–1.10  |                      | Lea Kalbhenn             |
| Lena Winship         | Sophie Lowe             | 1.01–1.10  |                      | Marcia von Rebay         |
| Rowan Blackshaw      | Mary Elizabeth Winstead | 1.01–1.10  |                      | Anke Kortemeier          |
| Peter Lattimore      | Jeremy Sisto            | 1.01–1.10  |                      | Torben Liebrecht         |
| Julie Han            | Sandrine Holt           | 1.01–1.10  |                      | Claudia Urbschat-Mingues |
| Nikki Banks          | Agnes Bruckner          | 1.01–1.10  |                      | Angela Wiederhut         |
| Simon Moran          | Mat Vairo               | 1.01–1.10  |                      | Patrick Roche            |
| Jack Winship         | Mark Pellegrino         | 1.01–1.10  |                      | Matthias Klie            |
| Claire Winship       | Tandi Wright            | 1.01–1.10  |                      | Carin C. Tietze          |
| Sheriff Tommy Solano | Kevin Alejandro         | 1.01–1.10  |                      | Patrick Schröder         |
| Adam                 | Rhys Ward               | 1.03–1.10  | 1.01–1.02            | Nils Dienemann           |
| Victor               | Dylan Kingwell          | 1.03–1.10  | 1.01–1.02            | Giuliano Ceraolo         |
| Helen Goddard        | Michelle Forbes         | 1.04–1.10  | 1.01–1.03            | Susanne von Medvey       |
| Lucy McCabe          | Leah Gibson             | 1.06–1.10  | 1.01–1.02, 1.04–1.05 | Kathrin Gaube            |
| Tony Darrow          | Aaron Douglas           |            | 1.01–1.10            | Thomas Wenke             |

## Produktion
Ende April 2014 gab der Kabelsender A&E grünes Licht für die Produktion einer zehnteiligen ersten Staffel. Die Entscheidung wurde aufgrund des Drehbuchs zur ersten Episode gefällt. Geschrieben wurde es vom Produzenten Carlton Cuse, der zusammen mit Raelle Tucker auch die Serie als Executive Producer leitet. Für die Produktion sind die Unternehmen FremantleMedia North America und A+E Studios zuständig.
Nach der Bestellung der Serie sollte auch das Casting zügig beginnen. Am 22. Mai 2014 wurde Mark Pellegrino als erster Darsteller bekanntgegeben. Anfang Juni 2014 folgten die Darsteller India Ennenga, Kevin Alejandro, Sophie Lowe, Mat Vairo und Jeremy Sisto. Am 9. Juni 2014 wurde die Besetzung mit den Darstellern Mary Elizabeth Winstead, Sandrine Holt und Agnes Bruckner erweitert. Mitte Juni 2014 folgten Michelle Forbes, Leah Gibson und Rhys Ward.
Im Juni 2015 gab A&E bekannt, dass wegen gesunkener Zuschauerzahlen keine zweite Staffel von The Returned bestellt werde.

## Episodenliste
| Nr. | Deutscher Titel | Originaltitel | Erstausstrahlung USA | Deutschsprachige Erstausstrahlung (D) | Regie              | Drehbuch        |
| --- | --------------- | ------------- | -------------------- | ------------------------------------- | ------------------ | --------------- |
| 1 | Camille         | Camille       | 9. März 2015         | 10. März 2015                         | Keith Gordon       | Carlton Cuse    |
| Familie Winship ist geschockt, als ihre bei einem Busunfall vor vier Jahren verstorbene Tochter Camille unverletzt nach Hause zurückkehrt. Währenddessen findet der ebenfalls vor Jahren verstorbene Simon heraus, dass seine Verlobte Rowan nun mit einem anderen Mann zusammen ist. Helen Goddard findet sich derweil 30 Jahre nach ihrem Tod in der Wohnung ihres inzwischen vergreisten Ehemanns wieder, der sich später verzweifelt das Leben nimmt. Auch der kleine Victor kehrt viele Jahre nach seinem Tod in die Kleinstadt zurück und findet Unterschlupf bei Julie. Lucy wird auf ihrem Heimweg scheinbar tödlich durch einen dunkel gekleideten Mann erstochen und in einem Tunnel liegen gelassen. In einer Rückblende erfährt man, dass die Schwester von Camille, Lena, eine Krankheit vorgetäuscht hatte, um nicht mit zu dem Schulausflug zu müssen, bei dessen Rückfahrt Camille tödlich verunglückte. Camille hatte kurz vor dem Unfall eine Vision ihrer Schwester und deren Freund. Aufgebracht versuchte sie den Bus zu stoppen, um auszusteigen. Dabei bemerkte der abgelenkte Busfahrer zu spät den auf der Straße stehenden Victor, dem er ausgewichen ist und in dessen Folge der Bus von der Straße abkam und die Klippe hinunterstürzte. |                 |               |                      |                                       |                    |                 |
| 2 | Simon           | Simon         | 16. März 2015        | 10. März 2015                         | Vincenzo Natali    | Raelle Tucker   |
| Camilles Eltern und ihre Zwillingsschwester Lena versuchen, sie nach ihrer Rückkehr wieder in die Familie zu integrieren. Während Rowan damit begonnen hat Vorbereitungen für die bevorstehende Hochzeit mit Tommy zu treffen, glaubt sie, wieder Visionen von ihrem verstorbenen Verlobten Simon zu haben. Um diese Visionen endgültig loszuwerden, verabschiedet sie sich in einem Gespräch mit Simon, weil sie nicht weiß, dass er von den Toten zurückgekehrt ist. Die Polizei erkennt derweil an Lucys Stichen im Bauch, dass es Parallelen zu einem älteren Fall eines Serienmörders gibt, der vor sieben Jahren einfach verschwand und für tot gehalten wurde. Barkeeper Tony gilt als verdächtig und erkennt an den Stichen ein ihn bekanntes Muster durch Fotos der Opfer. Julie wird durch die Anwesenheit von Victor melancholisch und entkleidet sich im Badezimmer um zu baden. Dabei kommen alte aber verheilte Narben von den bekannten Messerstichen der Polizeifotos zum Vorschein. Dadurch wird enthüllt, dass sie ebenfalls ein Opfer des Serienmörders war. |                 |               |                      |                                       |                    |                 |
| 3 | Julie           | Julie         | 23. März 2015        | 24. März 2015                         | Charles Martin     | Raelle Tucker   |
| Um sich auch in der Öffentlichkeit zeigen zu können gibt Camille vor, Lenas Cousine Alice zu sein. Lena geht es schlechter, weil sich auf ihrem Rücken eine Art Schnittwunde ausbildet, die immer größer wird. Simon eröffnet derweil Peter, dass er gestorben aber wie einige andere auch wieder zurückgekehrt sei. Lena berichtet Rowan, dass sie Simon getroffen hat und er noch am Leben ist, was Rowan an ihren Visionen zweifeln lässt und sie nun weiß, dass andere Menschen ihn auch sehen können. Tony entdeckt in der alten Hütte seiner Familie den tot geglaubten Adam und weiß nicht, wie er damit umgehen soll. Da Simon versteht, dass Rowan ein neues Leben begonnen hat, beschließt er, sich von ihr zu verabschieden. Rowan jedoch zeigt ihm ihre gemeinsame Tochter Chloe. Hilfssheriff Nikki Banks besucht Julie, um ihr von dem Mordanschlag auf Lucy zu berichten, der Ähnlichkeiten mit dem auf Julie vor sieben Jahren aufweist. Julie ist unangenehmen Fragen ihrer neugierigen Nachbarin ausgesetzt, weil diese glaubt, dass sie Victor illegal adoptiert hat. Als Julie einkaufen geht, um Essen für Victor zu besorgen, klopft er an die Tür der Nachbarin. |                 |               |                      |                                       |                    |                 |
| 4 | Victor          | Victor        | 30. März 2015        | 31. März 2015                         | Charles Martin     | Regina Corrado  |
| Nach dem Tod der neugierigen Nachbarin wird Julie von Nikki überredet, Victor in Peters Obhut zu geben, der eine Art Unterkunft für Obdachlose und Hilfebedürftige betreibt. Victor wird durch die Konfrontation mit Peter bald klar, dass er einer der Männer ist, die vor 29 Jahren in sein Haus eingebrochen sind und Peters Freund seine Mutter und ihn erschossen hat. Tommy beobachtet vom Büro aus mit Hilfe eines Überwachungssystems in seinem Haus, wie Rowan und Simon sich wieder näher kommen. Rowan muss eine schmerzhafte Erfahrung machen, als Chloe eine Überwachungskamera in ihrem Zimmer entdeckt. Dadurch kommen in ihr Zweifel wegen Tommys Vertrauensbruch auf. Lena geht wegen ihrer immer größer werdenden Wunde am Rücken ins Krankenhaus, um sie untersuchen und behandeln zu lassen. Einige Zeit später erinnert sie sich an ihre tote Schwester im Leichenschauhaus nach dem Busunglück, deren Körper die gleiche Wunde aufwies. Rowan stellt Simon endlich seine Tochter Chloe vor, die weiß, dass ihr Vater tot ist und denkt dadurch, dass er ein Engel sei und deswegen zurückgekommen ist. |                 |               |                      |                                       |                    |                 |
| 5 | Tony und Adam   | Tony and Adam | 6. Apr. 2015         | 7. Apr. 2015                          | Jennifer Getzinger | Graham Roland   |
| In einer Rückblende erfährt man, wie Tony vor sieben Jahren nach seinem Bruder Adam suchte und ihn in einem Tunnel dabei beobachtete, wie er nach dem Angriff auf Julie aus ihrer Wunde Blut saugte und sich davon zu ernähren schien. Tony schlug Adam nieder und verschwand mit ihm, ließ dabei aber die schwer verletzte Julie zurück. Tony brachte Adam nach Hause und begrub ihn im nahe gelegenen Wald. Adam erwachte und flehte ihn an es nicht zu tun aber Tony schlug ihm mit der Schaufel auf den Kopf und schüttete das Loch zu. In der Gegenwart gesteht Tony seinem Bruder, dass er ihn einst getötet und im Wald verscharrt hat. Simon würde gern mit Rowan und Chloe die Stadt verlassen und woanders ein neues Leben beginnen. Rowan aber verzeiht derweil Tommy und entscheidet sich für ihn. Victor verlässt Peters Unterkunft, nachdem ihm klar geworden ist, wer ihn und seine Mutter vor fast 30 Jahren getötet hat. Nachdem Helen im Fluss tote Hirsche treiben sieht, geht sie in die Stadt und trifft Victor. Dabei nennt sie ihn bei seinem richtigen Namen Henry und erzählt ihm, dass sie starb, als der Damm gebrochen ist und einen Teil der Stadt überflutet hat. Die toten Hirsche werden von der örtlichen Polizei entdeckt und geborgen. Ein Gutachter kommt nach den Untersuchungen zu dem Schluss, dass alle Hirsche eine Art Selbstmord begangen haben. Lena verlässt das Krankenhaus und geht in die Bar, wo sie Camille beim Trinken mit ihren Freunden entdeckt. Lena ist wütend, verrät ihr Geheimnis, dass Alice in Wahrheit Camille ist und nun versucht, sie zu töten. Dabei zeigt sie allen ihre Wunde am Rücken. Camille behauptet aber, dass Lena zu starke Medikamente nimmt und daher verwirrt ist. Lena läuft entsetzt aus der Bar in den Wald, stolpert und wird ohnmächtig. Adam, der sich gerade in der Nähe aufhält, findet sie auf dem Waldboden liegend. |                 |               |                      |                                       |                    |                 |
| 6 | Lucy            | Lucy          | 13. Apr. 2015        | 14. Apr. 2015                         | Jennifer Getzinger | Bronwyn Garrity |
| Lena erwacht nach ihrer Ohnmacht in Adams Hütte. Er entdeckt die Wunde an ihrem Rücken und bietet ihr an, sie zu versorgen. Peter geht mit Victor zum Grab seines Freundes, mit dem er vor 29 Jahren in Victors Haus eingebrochen ist und seine Mutter und ihn getötet hat. Dabei bittet er Victor um Vergebung, weil nicht er es war, der geschossen hat. Julie erfährt von Helen, dass diese bei dem Hochwasser vor 29 Jahren ums Leben kam und genau wie Victor wieder zurückgekehrt ist. Daraufhin vermutet Julie, dass sie bei dem Mordanschlag vor sieben Jahren gestorben sei und beginnt, ihre Existenz zu hinterfragen. Camille bittet Ben zu ihr zu kommen, weil sie ihn vermisst. Ben besucht sie am Abend in ihrem Zimmer und Camille verführt ihn. Dabei erzählt sie ihm, dass sie in Wahrheit Camille und nicht Lenas Cousine Alice ist. Entsetzt läuft Ben davon. Bei Lucy kommt es zu Komplikationen und sie muss wiederbelebt werden. Jedoch hat sie einen Herzstillstand und stirbt. Sie wird für tot erklärt, um nur einige Minuten später wieder zurück ins Leben zu kommen. Als Jack Lucy im Krankenhaus besucht, berichtet sie ihm was geschehen ist und dass sie nun Stimmen hört, was sie Jack vorher nur vorgespielt hat. |                 |               |                      |                                       |                    |                 |
| 7 | Rowan           | Rowan         | 20. Apr. 2015        | 21. Apr. 2015                         | Stephen Williams   | Gianna Sobol    |
| Camille erzählt ihrer Mutter von Ben und dass er nun über sie Bescheid weiß. Lena sucht nach Adam und kommt dabei hinter sein dunkles Geheimnis. Ben möchte sich selbst davon überzeugen, dass Camille wirklich tot ist und geht mit ein paar Freunden auf den Friedhof, um ihr Grab zu öffnen, wird dabei aber erwischt und von Tommy verhört. Simon besucht seine Tochter Chloe im Park und bittet sie, Rowan auszurichten, dass er sie beide am Abend abholen wird. Rowan beschließt, sich endgültig von Simon loszusagen. Da Tommy nun über Camille Bescheid weiß, weil Ben keine Leiche in ihrem Grab gefunden hat, sucht er nun nach ihr und bittet Claire, sie zu ihm zu schicken. Weil sie das Geheimnis um Camille nicht länger bewahren können, laden Peter und Claire die Selbsthilfegruppe ins Winship Haus ein, wo sie Camille den andern Eltern zeigen, die ebenfalls ihre Kinder bei dem Busunglück verloren haben. Camille versucht nun auf Bitten von Peter, den anderen Eltern Trost zu spenden, indem sie diese belügt. Tony teilt Adam mit, dass Lena nun über ihn Bescheid weiß. Adam lässt Lena daraufhin gehen. Als Simon am Abend Rowan und Chloe abholen möchte, kommt es zum Streit und Tommy erschießt Simon. |                 |               |                      |                                       |                    |                 |
| 8 | Claire          | Claire        | 27. Apr. 2015        | 28. Apr. 2015                         | Stephen Williams   | Raelle Tucker   |
| In einer Rückblende wird enthüllt, dass Claire und Peter vor fünf Jahren eine Affäre hatten. Nachdem Adam Lena gehen ließ, kehrt diese nach Hause zurück. Die Leiche von Simon wird aus dem Haus von Tommy und Rowan ins Leichenschauhaus gebracht. Nikki entdeckt in einer Akte zu einem Doppelmord aus dem Jahr 1986 ein Foto vom Tatort, auf dem die Leiche von Henry (Victor) zu sehen ist. Darüber spricht sie mit Julie und erzählt ihr, dass vor vier Jahren schon eine andere Frau auf Victor gestoßen ist und ihn aufnahm. Es war die Lehrerin, die auch bei dem Busunglück vor vier Jahren ums Leben kam. In einer weiteren Rückblende erfährt man, dass die Lehrerin den Jungen drei Tage vor dem Busunglück auf einer einsamen Landstraße ausgesetzt hat. Julie beschließt dennoch, sich um Victor zu kümmern. Lena erzählt ihrer Familie, dass Tony sie eingesperrt hatte. Daraufhin fährt Jack wütend zu ihm und verprügelt Tony. Peter folgt Jack und verhindert so das Schlimmste. Lena und Camille sprechen sich aus und versöhnen sich. Tony wird von Tommy und Nikki verhört und gesteht die Morde und den Überfall auf Lucy, um seinen Bruder zu schützen. Camille hat die Eltern, denen sie Trost gespendet hat, in den Selbstmord getrieben, in dem sich diese in ihrem Haus erhängt haben. Julie geht mit Victor zum Polizeirevier, um mit Nikki und Tommy über Tony zu sprechen. Dabei kommt es zur Katastrophe, als Victor Tony in den Wahnsinn treibt und Tony sich erschießt. Rowan erzählt ihrer Tochter Chloe, dass Simon weg ist, doch Chloe wird hysterisch und will ihren Vater zurück. Derweil wacht Simon im Leichenschauhaus auf. |                 |               |                      |                                       |                    |                 |
| 9 | Helen           | Helen         | 4. Mai 2015          | 5. Mai 2015                           | Deran Sarafian     | Graham Roland   |
| Vor 29 Jahren: Helen saß in der Psychiatrie, weil sie das Rathaus angezündet hatte. Als der Damm brach, wurde sie von der Flutwelle getötet. Julie befragt Victor über den Tod von Tony und ob er ihn getötet hat. Simon geht nach seiner weiteren Wiederauferstehung zuerst zu Peter und bittet ihn um Hilfe. Peter gibt ihm etwas Geld und die Schlüssel für seinen Van und rät ihm, woanders neu anzufangen. Simon aber fährt zu Rowan und entführt Chloe, die zunächst nichts ahnend mit ihm geht. Rowan bemerkt Simon und verfolgt ihn, hat jedoch einen Unfall und verliert die beiden aus den Augen. Camille spricht mit Lena über ihre Sorge, dass all ihre Freunde nun über sie Bescheid wissen. Nikki erfährt, dass Victor schon im Jahr 2002 bei einer Frau untergekommen ist und deren Haus angezündet hat. Beide sollen dabei ums Leben gekommen sein. Tommy findet heraus, dass der Van mit dem Simon Chloe entführt hat, zu Peters Zentrum gehört und konfrontiert ihn damit. Helen informiert sich bei einem Minenarbeiter, wo der Sprengstoff gelagert wird und tötet ihn danach, um an die Schlüssel für das Lager zu gelangen. Camille sucht Rat bei Peter, weil sie nicht weiß, wie sie mit der neuen Situation umgehen soll. Lucy verlässt das Krankenhaus und geht zu Jacks Bar, um zu erfahren, wie es nun mit ihnen weiter geht. Helen besorgt sich derweil den Sprengstoff aus dem alten Lager der Mine. Simon ist mit Chloe zum See gefahren. Nach einem Gespräch mit seiner Tochter ruft Simon Rowan an, um sich mit ihr in der Kirche zu treffen, wo sie einst heiraten wollten. Nikki besucht Julie und will sie vor Victor warnen. Dabei hat sie eine von Victor ausgelöste Halluzination von Julie und stürzt die Treppe hinunter. Rowan trifft in der Kirche ein, wo Simon und Chloe auf sie warten. Simon sieht endgültig ein, dass er Rowan und Chloe verloren hat, verabschiedet sich von seiner Tochter und verschwindet, bevor der vom Priester angerufene Tommy eintrifft. Bei einer Andacht für die bei dem Busunglück verstorbenen Kinder, verteidigt Peter Camille und eröffnet den anwesenden Eltern, dass er so wie Camille sei und vor 29 Jahren verstorben ist. |                 |               |                      |                                       |                    |                 |
| 10 | Peter           | Peter         | 11. Mai 2015         | 12. Mai 2015                          | Deran Sarafian     | Raelle Tucker   |
| In einer Rückblende wird enthüllt, dass Peter vor 29 Jahren von seinem Freund Rich versehentlich erschossen wurde. Wegen des Geständnisses bei der Andacht, wird Peter von Tommy verhaftet. Lucy hört wieder Stimmen und spricht mit Jack darüber, dass die ganze Stadt in Gefahr ist. Claire besucht Peter auf dem Revier und konfrontiert ihn mit dessen Vergangenheit, weil sie wissen möchte, wer er wirklich ist. Nikki hat den Treppensturz überlebt und liegt im Krankenhaus. Julie gerät in Konflikt mit Victor wegen dessen Taten. Rowan und Tommy heiraten in der Kirche, in der sie einst auf Simon gewartet hatte, um ihn zu heiraten. Derweil trifft Helen auf Simon und nimmt ihn im Auto mit. Dabei haben sie eine Reifenpanne und Simon entdeckt den Sprengstoff im Kofferraum des Wagens. Helen schlägt ihn daraufhin bewusstlos. Julie fährt mit Victor zu dem Haus, wo er vor 29 Jahren gewohnt hat und erschossen wurde, um ihn mit seiner Vergangenheit zu konfrontieren. Dabei macht sie ihm klar, dass seine Mutter nicht zurückkommen wird und auch sie sich nicht mehr um ihn kümmern kann. Daraufhin verlässt Victor sie und sucht sich eine andere Ersatzmutter. Camille geht mit Lena und ein paar Freunden zum See. Dabei wird ihr bewusst, dass sie nicht mehr wie die anderen ist und läuft davon. Ben findet Camille und sie schläft mit ihm. Danach muss Camille entsetzt feststellen, dass Ben tot ist. Helen geht zum Staudamm, um diesen zu sprengen, der Versuch schlägt aber fehl. Lucy hört bei der Hochzeitsfeier Stimmen und offenbart Rowan, dass jemand kommen wird, der der Vater ihres ungeborenen Kindes ist. Währenddessen erwacht Simon nach seiner Bewusstlosigkeit und blickt vom Berg hinab ins Tal auf die Stadt. Dabei bekommt er eine Vision, wie der Staudamm bricht und die gesamte Stadt überflutet wird. Panisch mit der Hoffnung, Rowan retten zu können, läuft er zurück die Straße entlang Richtung Stadt. |                 |               |                      |                                       |                    |                 |